# Satyrus swaha
Satyrus swaha är en fjärilsart som beskrevs av Vincenz Kollar 1884. Satyrus swaha ingår i släktet Satyrus och familjen praktfjärilar. Inga underarter finns listade.